# Quercus oblongata
Quercus oblongata — вид рослин з родини букових (Fagaceae), поширений на півдні й південному сході Азії.

## Опис
Це вічнозелене дерево до 25 метрів заввишки. Листки шкірясті, тьмяно-зелені, різко зубчасті, 6–16 см завдовжки, на їхньому нижньому боці є густі біло-вовнисті волоски. Період цвітіння: квітень — травень. Горіхи яйцеподібні, довжиною до 1.5 см, наполовину вкриті чашечкою.

## Середовище проживання
Поширення: Бангладеш, Індія, М'янма, Непал, Пакистан, Таїланд, В'єтнам. Росте на висотах від (600)1300 до 3000 метрів часто на сухих схилах.

## Використання і загрози
Деякі повідомлення вказують, що частини Quercus oblongata збираються з дикої природи для місцевого використання як їжа, ліки та джерело матеріалів. Цей дуб збирають на комерційній основі для деревини та дубильних речовин у корі, а іноді культивують в Індії для виробництва дубильних речовин з кори.
Загрозою є збір рослини для паливних, будівельних, лікувальних і харчових цілей. Виду також загрожує вирубка лісів для сільського господарства та лісозаготівель.

## Галерея

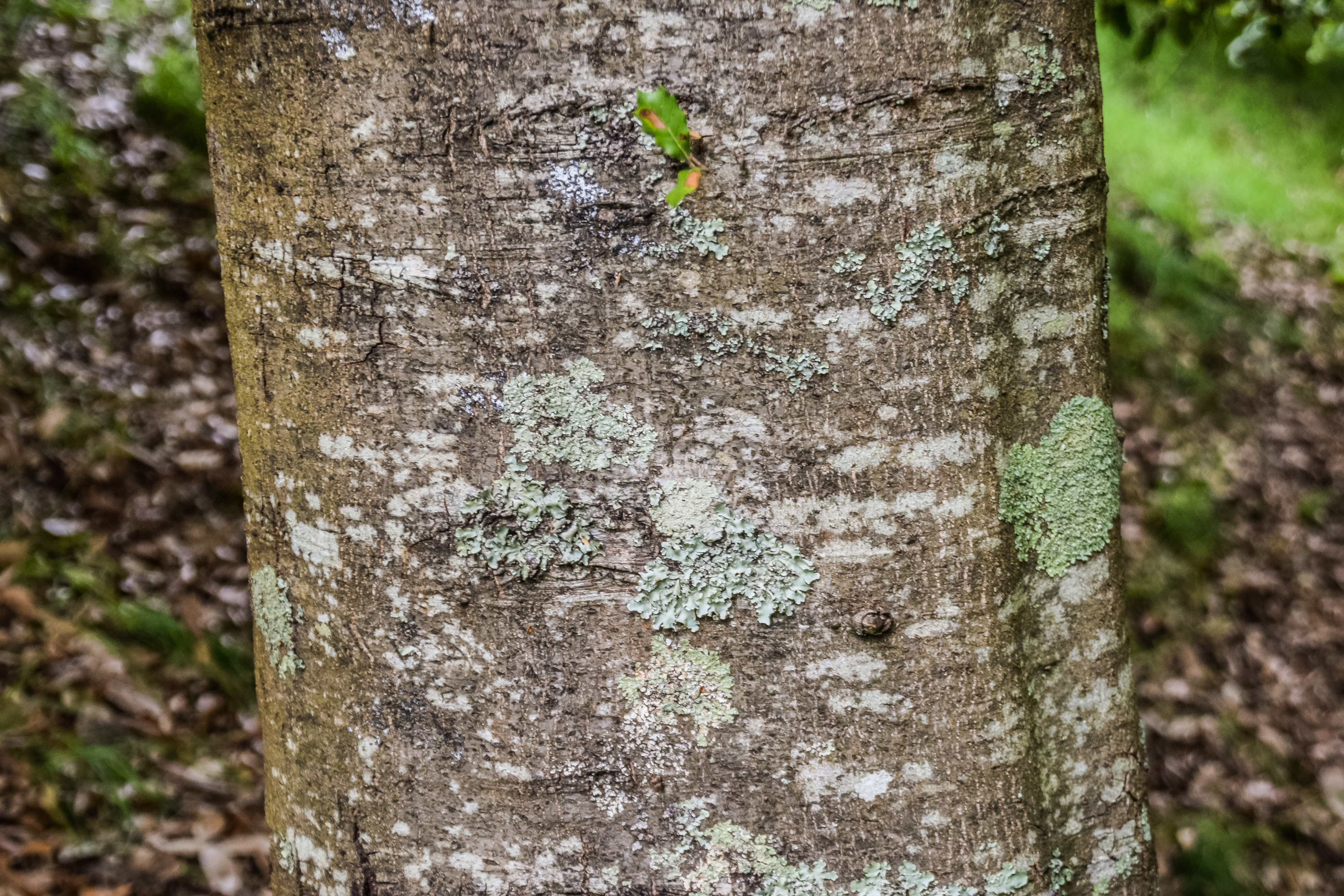
стовбур
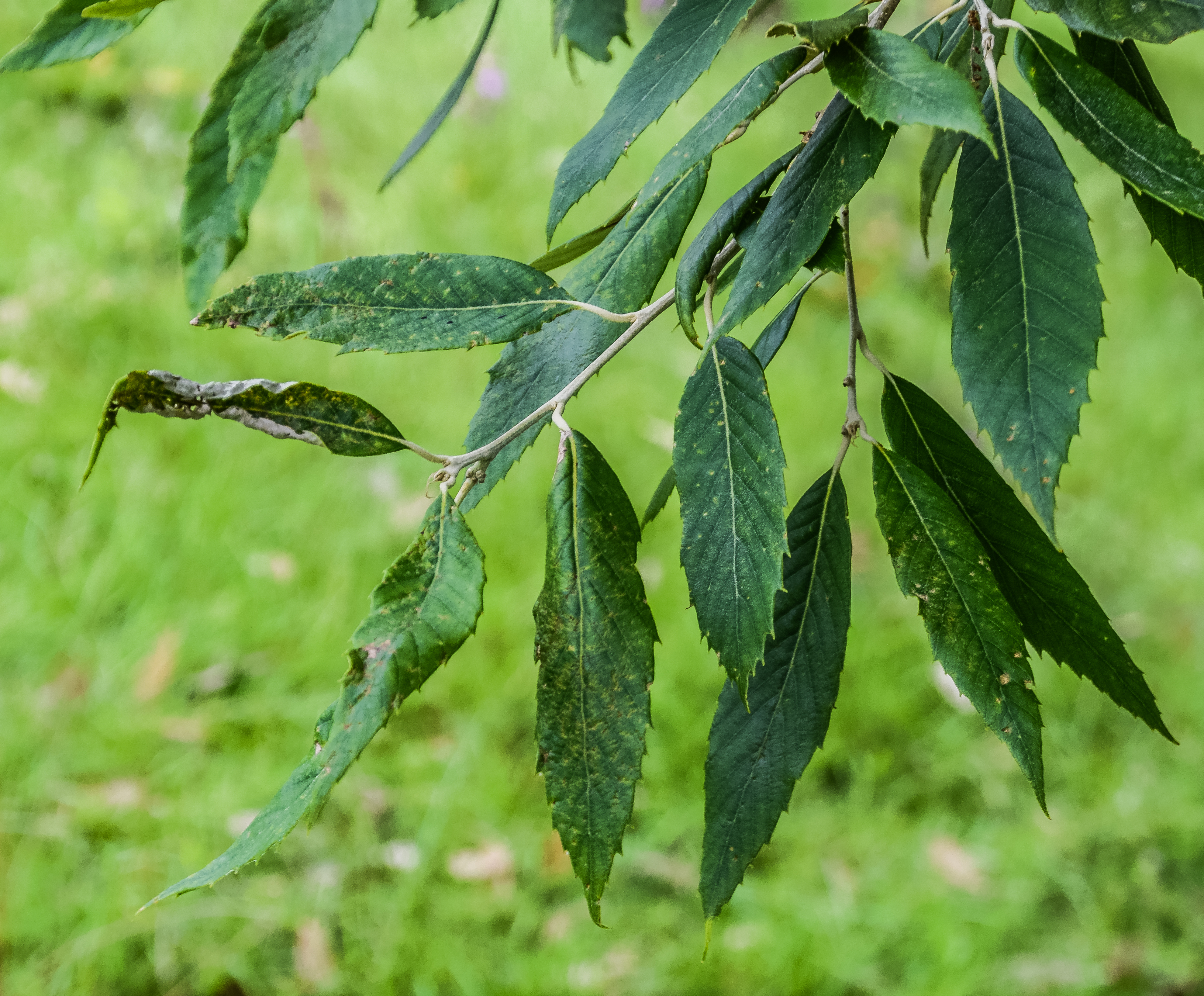
гілка з листям